# ミスターセキグチ
ミスターセキグチ (Mr. Sekiguchi) とはアメリカ生まれの競走馬である。2004年9月、キーンランドセプテンバーセールで、日本人の森秀行により、（当時の）同セール史上最高額となる800万ドル（約8億8000万円）で落札された。引退後に種牡馬となった。

## 競走馬時代
関口房朗が馬主となり、管理調教師のボブ・バファートにより「ミスターセキグチ」と名付けられた本馬は、2006年（3歳）、2月18日にサンタアニタ競馬場でデビュー。ダート5.5ハロンのレースであったが、ゴール前で同じ厩舎の馬であるライジングレートに交わされ2着だった。4月8日、デビュー2戦目となるダート6.5ハロン戦で初勝利を挙げた。しかしその後は長期休養することになった。
4歳となった2007年1月7日、約9か月ぶりにレースへ出走しクビ差2着となり、3月2日にダート7ハロンのアローワンス競走で2勝目を挙げた。その後は脛骨の負傷により、復帰することなく引退した。

## 種牡馬時代
2008年からアメリカ・ケンタッキー州のヒルンデイルファームで種牡馬となる。初年度の種付け料は5000ドル（当時約57万円）で、97頭に種付けしている。2010年の種付けシーズン前にフロリダ州のブライドルウッドファームに移動した。2011年に初年度産駒がデビューし、5月27日に初勝利を挙げている。2012年はカナダ・オンタリオ州にあるパークスタッドにて繋養される。

### おもな産駒
- Rose and Shine（2011年カナダ・プリンセスエリザベスステークス（英語版）[14]）

### 母父としてのおもな産駒
- British Idiom（2019年アルシバイアディーズステークス・ブリーダーズカップジュヴェナイルフィリーズ）

## 血統表
| ミスターセキグチの血統   | ミスターセキグチの血統                                              | ミスターセキグチの血統                                              | （血統表の出典）                                                    | （血統表の出典） |
| 父系                     | ストームキャット系                                                  | ストームキャット系                                                  | ストームキャット系                                                  | [ § 2 ]          |
| 父 Storm Cat 1983 黒鹿毛 | 父の父Storm Bird 1978 鹿毛                                          | Northern Dancer                                                     | Nearctic                                                            | Nearctic         |
| 父 Storm Cat 1983 黒鹿毛 | 父の父Storm Bird 1978 鹿毛                                          | Northern Dancer                                                     | Natalma                                                             |                  |
| 父 Storm Cat 1983 黒鹿毛 | 父の父Storm Bird 1978 鹿毛                                          | South Ocean                                                         | New Providence                                                      | New Providence   |
| 父 Storm Cat 1983 黒鹿毛 | 父の父Storm Bird 1978 鹿毛                                          | South Ocean                                                         | Shining Sun                                                         |                  |
| 父 Storm Cat 1983 黒鹿毛 | 父の母Terlingua 1976 栗毛                                           | Secretariat                                                         | Bold Ruler                                                          | Bold Ruler       |
| 父 Storm Cat 1983 黒鹿毛 | 父の母Terlingua 1976 栗毛                                           | Secretariat                                                         | Somethingroyal                                                      |                  |
| 父 Storm Cat 1983 黒鹿毛 | 父の母Terlingua 1976 栗毛                                           | Crimson Saint                                                       | Crimson Satan                                                       | Crimson Satan    |
| 父 Storm Cat 1983 黒鹿毛 | 父の母Terlingua 1976 栗毛                                           | Crimson Saint                                                       | Bolero Rose                                                         |                  |
| 母 Welcome Surprise 1997 | 母の父Seeking the Gold 1985 鹿毛                                    | Mr.Prospector                                                       | Raise a Native                                                      | Raise a Native   |
| 母 Welcome Surprise 1997 | 母の父Seeking the Gold 1985 鹿毛                                    | Mr.Prospector                                                       | Gold Digger                                                         |                  |
| 母 Welcome Surprise 1997 | 母の父Seeking the Gold 1985 鹿毛                                    | Con Game                                                            | Buckpasser                                                          | Buckpasser       |
| 母 Welcome Surprise 1997 | 母の父Seeking the Gold 1985 鹿毛                                    | Con Game                                                            | Broadway                                                            |                  |
| 母 Welcome Surprise 1997 | 母の母Weekend Surprise 1980 鹿毛                                    | Secretariat                                                         | Bold Ruler                                                          | Bold Ruler       |
| 母 Welcome Surprise 1997 | 母の母Weekend Surprise 1980 鹿毛                                    | Secretariat                                                         | Somethingroyal                                                      |                  |
| 母 Welcome Surprise 1997 | 母の母Weekend Surprise 1980 鹿毛                                    | Lassie Dear                                                         | Buckpasser                                                          | Buckpasser       |
| 母 Welcome Surprise 1997 | 母の母Weekend Surprise 1980 鹿毛                                    | Lassie Dear                                                         | Gay Missile F-No.3-l                                                |                  |
| 母系(F-No.)              | 3号族(FN:3-l)                                                       | 3号族(FN:3-l)                                                       | 3号族(FN:3-l)                                                       | [ § 3 ]          |
| 5代内の近親交配          | Secretariat3×3=25.00%、Buckpasser4×4=12.50%、Native Dancer5×5=6.25% | Secretariat3×3=25.00%、Buckpasser4×4=12.50%、Native Dancer5×5=6.25% | Secretariat3×3=25.00%、Buckpasser4×4=12.50%、Native Dancer5×5=6.25% | [ § 4 ]          |
| 出典                     | 1. 2. 3. 4.                                                         | 1. 2. 3. 4.                                                         | 1. 2. 3. 4.                                                         | 1. 2. 3. 4.      |

母はドッグウッドステークス (G3) 勝ち馬。伯父（母の兄弟）にサマースコール (Summer Squall) やエーピーインディ (A.P. Indy) らがいる。